# Carl-Wolfgang Holzapfel
Carl-Wolfgang Holzapfel (* 10. April 1944 in Bad Landeck, Niederschlesien) ist ein deutscher Politaktivist. Bekannt wurde er durch seinen Widerstand und Protest gegen die Berliner Mauer. Von 2002 bis 2023 war er Vorsitzender der Vereinigung 17. Juni 1953. Am 16. Juni 2025 trat Holzapfel aus dem Verein aus.

## Leben
Holzapfel wuchs in West-Berlin auf. Die Schule besuchte er in Berlin-Charlottenburg und Berlin-Zehlendorf. 1958 machte er seinen Abschluss an der Heimschule in Kerstlingerode bei Göttingen.
1961 brach er wegen des Mauerbaus in Berlin in Hamburg eine Lehre zum Einzelhandelskaufmann ab, um in Berlin gewaltlos gegen die Mauer zu demonstrieren. Er führte mehrere Hungerstreiks durch und wirkte an einem Tunnelbau in der Bernauer Straße mit. 1965 wurde er am Checkpoint Charlie von DDR-Grenzorganen nach einer seiner Demonstrationen für die Freilassung von „14.000 politischen Gefangenen in der SbZ“ festgenommen und 1966 in Ost-Berlin zu acht Jahren Zuchthaus verurteilt (Hohenschönhausen und Bautzen II). Ende 1966 wurde er freigekauft. Von 1970 bis 1973 absolvierte er nach dem Umzug nach Bayern eine Lehre als Sparkassenkaufmann und arbeitete anschließend als Bankkaufmann. Nach Einführung der deutschen Währungsunion 1990 war Holzapfel im Auftrag seiner Bank in Eisenach im Einsatz, um die Infrastruktur der Bank dort aufzubauen.
Mit seiner dritten Ehefrau Tatjana Sterneberg, die als politische Gefangene der DDR im Frauengefängnis Hoheneck inhaftiert war, lebt er seit 2008 wieder in Berlin.

## Politisches Engagement
Als Heranwachsender beschäftigte sich Holzapfel bereits mit dem Widerstand gegen den Nationalsozialismus. Der Ungarn-Aufstand im Jahre 1956 löste bei Holzapfel den „emotionalen Impuls“ zum aktiven Widerstand gegen die DDR-Diktatur aus.

### Engagement in Bezug auf die DDR
Nach dem Mauerbau im August 1961 kehrte Holzapfel aus Hamburg nach Berlin zurück und demonstrierte seither gewaltlos bis zu ihrem Fall gegen die Berliner Mauer. Er kritisierte öffentlich den Schießbefehl, außerdem setzte sich Holzapfel für die Deutsche Wiedervereinigung ein. Am 2. Oktober 1962 begann er in Berlin mit einem 72-stündigen Sitzstreik und Hungerstreik im Bereich der Hussitenstraße/Ecke Bernauer Straße, gegenüber der Versöhnungskirche, um gegen die Berliner Mauer zu demonstrieren. Holzapfel erhielt von West-Berliner Polizeibeamten im Auftrag der Alliierten einen Platzverweis und wurde auf das Polizeirevier in der Ackerstraße verbracht. Holzapfel konnte seinen Hungerstreik jedoch abends ab 22:00 Uhr am Lehrter Bahnhof am Gedenkstein für Günter Litfin fortsetzen.
1964 begann Holzapfel mit Lautsprechersendungen an der Mauer. Es folgten weitere Demonstrationen gegen die Berliner Mauer, insbesondere für die „Freilassung von 14.000 politischen Gefangenen“, nachdem ihm nach seinem letzten zehntägigen Hungerstreik 1963/64 an der Thomaskirche in Berlin-Kreuzberg und folgendem Krankenhausaufenthalt ärztliche Bedenken vorgetragen wurden. Nach einer dritten Demonstration für die Freilassung politischer Gefangener wurde er am 18. Oktober 1965 am Checkpoint Charlie durch Grenzposten der DDR verhaftet und am 7. April 1966 im Ost-Berliner Stadtgericht Littenstraße zu acht Jahren Zuchthaus verurteilt. Nach neun Monaten Einzelhaft in dem zentralen Untersuchungsgefängnis der Staatssicherheit in Hohenschönhausen wurde er in die Justizvollzugsanstalt Bautzen verlegt. Ende Oktober 1966 wurde er durch die Bundesrepublik Deutschland freigekauft.
Später setzte Holzapfel seinen Protest gegen die Inhaftierung politischer Häftlinge in der DDR und gegen die Berliner Mauer im Bereich der Berliner Sektorengrenze fort. Holzapfel legte sich am 13. August 1989 quer über den berühmten „weißen Strich“ am Checkpoint Charlie, der die Grenze zwischen Ost und West markierte. Diese spektakuläre Demonstration dauerte über drei Stunden, bis sich US-Amerikaner und Sowjets über das Vorgehen geeinigt hatten. Claus Kleber, ZDF, bezeichnete Holzapfel im heute-journal 2009 als „Mann vom Checkpoint Charly“.
Im August 1990 fuhr Holzapfel nach Berlin und begann vor dem Justizministerium der DDR einen unbefristeten Hungerstreik, um den damaligen Justizminister Kurt Wünsche zum Rücktritt zu bewegen, weil dieser bereits dieses Amt unter Walter Ulbricht und Erich Honecker ausgeübt hatte, was auch nach sechs Tagen gelang.

### Humanitäres Engagement für Rudolf Heß
Im Jahre 1973 wurde Holzapfel im Zusammenhang mit einer geplanten Flugzeugentführung festgenommen. „Wie die Staatsanwaltschaft und das Landeskriminalamt Baden Württemberg mitteilten, wird dem 29-jährigen und seinen noch unbekannten ‚Hintermännern’ vorgeworfen, sie hätten ‚unter Androhung der Sprengung von Flugzeug und Insassen‘ die Freilassung des ehemaligen Hitler-Stellvertreters Rudolf Heß aus dem Kriegesverbrechergefängnis Berlin-Spandau erzwingen wollen.“ Holzapfel hatte sich eigenen Angaben zufolge „zur Bekanntgabe der Entführungspläne (…) entschlossen, weil die Anwendung von Gewalt zur Durchsetzung der Forderung nicht mehr ausgeschlossen werden konnte.“  Holzapfel wurde nach kurzer Untersuchungshaft wieder freigelassen. In einem folgenden Strafverfahren vor dem AG Stuttgart wegen des Vorwurfs der „Vortäuschung einer Straftat“ wurde Holzapfel freigesprochen.
Diese Aktion stieß bei der extremen Rechten auf Kritik. Sie trug aber dazu bei, dass in den Medien wieder breit über Rudolf Heß berichtet wurde. Das Ostpreußenblatt widmete Rudolf Heß daraufhin einen einseitigen Artikel.
Nachdem sich honorige Persönlichkeiten aus der Politik (Bundespräsident, Bundeskanzler), der Evangelischen Kirche und sogar der ehem. Britische Chefankläger Lord Hartley Shawcross ebenfalls für die Freilassung „aus humanitären Gründen“ einsetzten, engagierte sich Holzapfel weiter für die Freilassung von Rudolf Heß. 1976 kündigte er symbolisch eine Selbstverbrennung vor dem Spandauer Gefängnis an. „Zwei mitgeführte Benzinkanister unterstrichen seine Absicht.“ Die Polizei verhinderte die Aktion und nahm Holzapfel fest.
Im Zusammenhang mit Heß veröffentlichte er 2010 zudem erneut den 1967 erschienenen Appell „Aufrechterhaltung der Hess-Haft unseres Zeitalters unwürdig“. Damit wollte er unterstreichen, er habe sich damals nicht aus ideologischen Motiven für dessen Freilassung engagiert, sondern „aus rein humanitären Gründen neben vielen namhaften Persönlichkeiten“.

### Engagement in Bezug auf den 17. Juni 1953
Mit einem neuntägigen Hungerstreik vor dem Bundesministerium der Finanzen an der Leipziger Straße/Ecke Wilhelmstraße protestierte Holzapfel im Juni 2005 vergeblich gegen die Abnahme der Erinnerungstafeln, die an den 17. Juni 1953 erinnerten, von der Fassade des Ministeriums. Seither bestand die Forderung auf Umbenennung in „Platz des 17. Juni“. Im Jahr 2013, zum 60. Jahrestag des Volksaufstands, wurde der Platz vor dem Bundesfinanzministerium aufgrund der hartnäckigen Bemühungen Holzapfels in „Platz des Volksaufstandes von 1953“ umbenannt.
Ende Oktober 2009 ermöglichte ihm der damalige Leiter der Gedenkstätte Berlin-Hohenschönhausen, Hubertus Knabe, das Projekt „24/7 Stasi-Live-Haft“ in einer Gefängniszelle in der Gedenkstätte Berlin-Hohenschönhausen. Holzapfel plante, eine Woche in einer drei mal vier Meter großen Zelle zu verbringen, beobachtet von einer Webcam. Die Aktion brach er jedoch vorzeitig ab. Als Grund dafür nannte er die „emotionale Belastung“. Der Verein der Maueropfer kritisierte dieses Projekt als Inszenierung des ehemaligen Stasi-Gefängnisses zum „Disneyland“. In der späteren Auseinandersetzung um die Geschichtspolitik des damaligen Leiters der Gedenkstätte Hohenschönhausen, Hubertus Knabe, wird inzwischen auch thematisiert, wie dieser die Gedenkstätte zu einem „Zentrum für Verfassungsfeinde“ entwickelte, indem er Akteuren, die besonders von der politischen Linken als „Verfassungsfeinde“ deklariert wurden, eine mediale Plattform geboten hätte. Diese Kritiker wiesen darauf hin, dass geschichtspolitische Auseinandersetzungen um die DDR teilweise einen extrem rechten Hintergrund haben, wobei sie der SED-Propaganda entsprechend Carl-Wolfgang Holzapfel als „einen wichtigen Akteur“ bezeichneten.
In Strausberg überklebte er am 17. Juni 2011 im Beisein der Brandenburger Stasi-Beauftragten Ulrike Poppe und anderer Mitstreiter Straßenschilder der Hennickendorfer Chaussee mit der Aufschrift „Straße des 17. Juni“; das daraufhin eingeleitete Verfahren wegen Amtsanmaßung und Sachbeschädigung wurde 2012 eingestellt.
Im Sammelwerk Der rechte Rand der DDR-Aufarbeitung, das auf Grundlage einer gleichnamigen Konferenz der Amadeo-Antonio-Stiftung entstand, wird Carl-Wolfgang Holzapfel von Martin Jander als „extrem rechter Akteur“ benannt. Der Vereinigung 17. Juni, deren Mitglied Holzapfel von 1962 bis 2025 war ist und der er von 2002 bis 2023 vorsaß, werden in diesem Band extrem rechte Positionen, Verbindungen und Aktionen vorgeworfen. Die Aktivitäten der Vereinigung richteten sich gegen die SED-Regierung ebenso wie gegen die Studentenbewegung Ende der 1960er Jahre. So wurde beispielsweise 1968 ein Berliner Büro des SDS angegriffen, was Mitgliedern der Vereinigung unterstellt wurde. Einige Mitglieder der Vereinigung traten der NPD bei. Der in dem Standardwerk „Der 17. Juni 1953“, TEMMEN-Verlag 2004, erhobene Vorwurf, auch Holzapfel sei NPD-Mitglied gewesen, musste mit anderen Falschbehauptungen in einer „jedem ausgelieferten Buch beigefügten Errata“ widerrufen werden. Obwohl von linker politischer Seite immer wieder auf den „extrem rechten Hintergrund der Vereinigung 17. Juni“ hingewiesen wurde, beteiligten sich Politiker und Politikerinnen verschiedener Parteien von CDU, Grüne und LINKE an Broschüren zum 40. und 50. Jahrestag des 17. Juni 1953, die Carl-Wolfgang Holzapfel herausbrachte (siehe Schriften).

## Mitgliedschaften

### Politische Parteien
Holzapfel war Mitglied verschiedener Parteien. 1961 trat er der Jungen Union in Hamburg bei und wurde ein Jahr später bis zu seinem beruflich bedingten Umzug 1970 nach Bayern Mitglied der CDU Berlin.
1972 wurde er Mitglied der FDP Bayern, für die er für den Gemeinderat in Eichenau/Landkreis Fürstenfeldbruck kandidierte, allerdings aus Protest gegen die Annäherung der Partei an die GRÜNEN wieder austrat. 1974 gründete er mit anderen die Aktionsgemeinschaft Vierte Partei in Stuttgart und kandidierte für den Bundestag. Von 1989 bis 1990 war Holzapfel Mitglied der Partei Die Republikaner. Dies bezeichnete er später als „Irrtum“ und „Zwischenspiel“, nachdem er vom Republikaner-Chef Franz Schönhuber auf einem Parteitag in München „als Laus im Pelz der Republikaner“ bezeichnet worden war. Holzapfel bezeichnete diese Sprache als „unzulässig, weil im  Stürmer-Stil des berüchtigten NS-Propagandisten Julius Streicher“ formuliert. Am 21. Mai 2009 veröffentlichte Holzapfel auf dem Blog „17juni1953.wordpress.com“ einen Nachruf auf den ehemaligen Flüchtlingsbeauftragten Schleswig-Holsteins und Europa-Abgeordneten der Republikaner Emil Schlee.
1998 trat er in die CSU ein, aus der er 2005 aus familiären Gründen wieder austrat.
Von der AfD Berlin wurde Holzapfel in die Bundesversammlung 2022 entsandt.

### Mitgliedschaft in Vereinen und Verbänden
Im Oktober 1964 war er einer der Mitbegründer der „Initiative der Jugend“, die als Keimzelle der Neuen Rechten in der Bundesrepublik angesehen wird.
Gemeinsam mit Berthold Rubin und Branimir Jelić, der der rechtsradikalen kroatischen Ustascha-Bewegung zugeordnet wurde, beteiligte sich Carl-Wolfgang Holzapfel 1970 zusammen mit anderen Funktionären der Vereinigung 17. Juni an der Gründung der CSU-Freundeskreise, die verschiedentlich als „rechtsradikal“ eingeordnet wurde und von dem sich die CSU, trotz nachgewiesener enger Kontakte, selbst distanzierte. Holzapfel war Präsident der Bundesdelegiertenversammlung (Flughafen Köln).
1990 war er Mitbegründer der Organisation „HELP - Hilfsorganisation ehemals politisch Verfolgter in Europa“ in Berlin. Bis 1993 war er ihr Präsident. Als solcher veröffentlichte er 1993 eine Broschüre anlässlich des 40. Jahrestages des Volksaufstandes in der DDR  am 17. Juni 1953.
Von 1992 bis 2008 war er Mitglied im völkisch-rechtsextremen sudetendeutschen Witikobund. Im Mitteilungsblatt dieses Verbandes wurden die Ehrungen, die Carl-Wolfgang Holzapfel erhalten hat – beispielsweise die Überreichung der Sacharow-Medaille durch den Gründer des Museums „Checkpoint Charlie“, Rainer Hildebrandt, 1997 – als Verdienste des „vorbildlich wirkenden Kameraden“ gefeiert.
2008 wurde er stellvertretender Bundesvorsitzender der Vereinigung der Opfer des Stalinismus (VOS). Von diesem Posten trat er im Juli 2009 wieder zurück. Der Vorstand der VOS strengte in der Folge einen Ausschluss von Holzapfel an. Das Amtsgericht Charlottenburg wies in Entscheidungen vom Juli 2010 und Januar 2012 den Ausschluss Holzapfels als unwirksam zurück. Holzapfel erklärte Ende 2015 seinen Austritt aus der VOS.
Seit 1962 ist Holzapfel Mitglied des Vereins Vereinigung 17. Juni 1953, und damit bisher das dienstälteste Mitglied. Dieser Verein befasst sich mit der Dokumentation und Aufarbeitung der SED-Diktatur und erinnert an deren Opfer. Von 2002 bis 2023 war Holzapfel ihr Vorsitzender, unterbrochen lediglich durch ein Jahr als Ehrenvorsitzender vom 17. Juni 2019 bis 16. Juni 2020. Als Vorsitzender veröffentlichte er 2010 Nachrufe auf Emil Schlee und Eugene Bird. Holzapfel wehrte sich gegen eine Vereinnahmung der Opfer des 17. Juni durch die NPD. Der Berliner Innensenator Kurt Neubauer ordnete die Vereinigung 17. Juni im Rahmen einer Großen Anfrage der FDP im Jahr 1971 als rechtsradikal bzw. nationalistisch ein. Zuvor (1965) hatte Neubauer allerdings in einem einstündigen Gespräch um Holzapfels Mitarbeit in der SPD geworben, ebenso wie der spätere Regierende Bürgermeister, Dietrich Stobbe.
Das Apabiz (Antifaschistisches Pressearchiv und Bildungszentrum Berlin) lastet der Vereinigung 17. Juni 1953 eine Nähe der Akteure zum rechtsextremen Spektrum an. In diesem Zusammenhang wird beispielsweise der Strafantrag genannt, den Holzapfel 1991 gegen Hans-Dietrich Genscher stellte, „weil dieser ‚Ostpreußen‘ nicht zurückhaben wolle“. Holzapfel hatte sich auf den Amtseid berufen, nachdem „Schaden vom deutschen Volk abgewendet, sein Nutzen gemehrt werden“ solle. Grund war das kurzzeitige Angebot aus Moskau, Königsberg wieder an Deutschland zurückzugeben. Genscher hatte geantwortet, Deutschland „wolle Königsberg nicht einmal geschenkt haben.“ Im Ergebnis von Holzapfels Strafantrag (Staatsanwaltschaft München) stellte sich heraus, dass der „Amtseid lediglich deklamatorischen Charakter, aber keine strafrechtliche Bindung habe.“ Diese Einstellungsbegründung wurde auf Nachfrage von Holzapfel auch vom Parlamentarische Dienst des Deutschen Bundestages bestätigt.

## Mediales Echo
Seine Aktivitäten wurden häufig auch von rechten Medien aufgegriffen, unterstützt und mit positiver Würdigung versehen. Das Monatsheft 07/08 1993 des rechtsextremen Nation und Europa-Verlags würdigte Carl-Wolfgang Holzapfel und die Herausgabe dieser Broschüre über den „mitteldeutschen Aufstand“. Dass Holzapfel für die Redaktion des Nation und Europa-Verlags kein Unbekannter war, unterstreicht ein Artikel anlässlich seines 50. Geburtstags 1994, wo er als Maueraktivist und „Patriot“ bezeichnet wird. 2003 wird dort sein Buch zum 50. Jahrestags des 17. Juni 1953 beworben.
Medienberichten zufolge soll Carl-Wolfgang Holzapfel außerdem zwei seiner Kinder sexuell missbraucht haben. In einer Reportage von Constanze von Bullion in der Süddeutschen Zeitung wurde die Opferrolle, die Carl-Wolfgang Holzapfel im Rahmen seines Engagements für die Mauer-Opfer einnimmt, kontrastiert mit der Erzählung seiner Tochter, die den sexuellen Missbrauch durch ihn schilderte. Der Artikel beschreibt, dass die Tochter früh in Jugendhilfeeinrichtungen kam und dort erstmals 1984 den Missbrauch in einer Beratungsstelle der Diakonie thematisierte. In diesem Bericht wurde weiter ausgeführt, dass die Erwachsenen keine Anzeige erstatteten und die Tochter 1994 ihren Vater selbst anzeigte. Ein Strafverfahren sei aufgrund der zum Tatzeitpunkt geltenden Verjährungsfristen nicht eingeleitet worden. Der Artikel nennt den Namen von Carl-Wolfgang Holzapfel als Täter nicht, jedoch griffen andere Medien diesen Bericht auf und brachten Carl-Wolfgang Holzapfel mit den Taten in Verbindung. Holzapfel selbst legte beim Deutschen Presserat Beschwerde gegen den Artikel ein, weil er seine Persönlichkeitsrechte verletzt sah. Auch wenn seine Perspektive im Artikel erwähnt wird, argumentierte er, seine Position sei in dem Artikel nicht gehört und nicht dargestellt worden, außerdem sei der Umstand der zeitgleichen Behauptung mit einer von seiner zweiten Ehefrau beantragten Scheidung in keinster Weise berücksichtigt worden. Der Missbrauch sei „ohne Belege suggeriert“ und entlastende Argumente seien nicht eingebracht worden. Der Presserat wies diese Beschwerde als unbegründet zurück und verwies auf die eidesstattliche Erklärung der Tochter sowie die mehr als einjährigen Recherchen der Autorin.

## Schriften
- als Hrsg.: Auf, Europa, zur Freiheit, Druck: Amper-Werbedruck GmbH. Schrift zum 40. Jahrestag 17. Juni 1953, Fürstenfeldbruck 1993 (Autoren u. a. Árpád Göncz, Staatspräsident Ungarn; Alfred Dregger, CDU; Peter Gauweiler, CSU; Rolf Schwanitz, SPD; Prof. Emil Schlee).
- als Hrsg.: Heimat, Gedichte von Olaf Lunaris, Bechtle-Verlag, Fleissner-Gruppe, München 1998.
- als Hrsg.: Helden der Menschlichkeit, Druck: Amper-Werbedruck GmbH. Schrift zum 50. Jahrestag 17. Juni 1953, Fürstenfeldbruck 2003. (Autoren u. a. Klaus Wowereit, SPD, Regierender Bürgermeister von Berlin; Wolfgang Thierse, SPD; Eberhard Diepgen, CDU, Regierender Bürgermeister von Berlin a. D.; Arnold Vaatz, CDU; Christine Bergmann, SPD; Prof. Dr. Edzard Schmidt-Jortzig, Bundesminister der Justiz a. D.; Katrin Göring-Eckardt, Grüne; Roland Claus, Linke; Herbert Weber, Bezirksbürgermeister Steglitz-Zehlendorf; Prof. Emil Schlee).